# Crataegus oresbia
Crataegus oresbia — вид квіткових рослин із родини трояндових (Rosaceae).

## Біоморфологічна характеристика
Це кущ ≈ 6 метрів заввишки, колючий; колючки 6–10 мм. Гілочки сірувато-коричневі, біло волокнисті молодими, незабаром голі. Листки: ніжки листків 1.8–2.8 см, спочатку запушені, незабаром голі; пластина широко яйцювата, 4.5–6 × 3–5.5 см, низ рідко запушений, густо уздовж жилок, верх рідко запушений, основа клиноподібна чи широко клиноподібна, край віддалено 2-пилчастий і з (2 або)3–5 парами часточок, верхівка тупа чи гостра. Суцвіття — багатоквітковий щиток, 3.6–6 см у діаметрі. Квітки ≈ 1 см у діаметрі; чашолистки трикутно-яйцюваті, 2–3 мм, обидві поверхні біло-запушені; пелюстки білі, майже округлі, ≈ 8 × 6 мм; тичинок 20. Яблука червонувато-жовті, майже кулясті, ≈ 6 мм у діаметрі, біло запушені, рідко майже голі; чашолистки стійкі. Період цвітіння: травень; період плодоношення: серпень і вересень.

## Ареал
Ендемік пн.-зх. Юньнаню (Китай).
Росте на вкритих чагарниками схилах; на висотах 2500–3300 метрів.